# Kipferlkoch
Kipferlkoch ist eine österreichische Spezialität. Diese Mehlspeise kann aus altem Gebäck, Butter, Zucker, Äpfeln, Eiern und Rosinen hergestellt werden. Aus den genannten Zutaten und den in Milch vorgequollenen Kipferln wird ein Teig hergestellt, der anschließend in einer feuerfesten Schüssel im Ofen gebacken wird. 
Kipferlkoch hat eine ähnliche Rezeptur wie die ebenfalls aus Österreich stammende Mehlspeise Scheiterhaufen.